# Rafa Cabrera Bello
Rafael Cabrera Bello (Las Palmas de Gran Canaria, 25 mei 1984) is een Spaanse professional golfer. Hij wordt Rafa genoemd en woont nu in Maspalomas.
In zijn jeugd woonde hij op de Canarische Eilanden, waar hij en zijn zuster Emma  jong met golf begonnen. Hij studeerde economie maar door zijn golfsuccessen heeft hij zijn studies niet afgemaakt.

## Amateur
Vanaf 7-jarige leeftijd won amateur Rafael ieder jaar het Nationaal Kampioenschap voor amateurs totdat hij achttien werd.

## Professional
In 2005 werd hij professional en in 2006 speelde hij op de Challenge Tour (CT).  
Daar eindigde hij als 13de en kwam zo in 2007 op de Europese PGA Tour (ET) terecht. Dat jaar slaagde hij er niet in zijn kaart te behouden, maar in 2008 speelde hij op de Challenge Tour weer goed genoeg om opnieuw een spelerskaart voor de grote tour te krijgen. In 2009 behaalt hij voor september al vier top-10 plaatsen.

## Professionele overwinningen (6)

### Europese Tour (3)
| Legenda                   |
| Rolex Series (1)          |
| Overige European Tour (2) |

| Nr. | Datum       | Toernooi                                | Winnende score        | Marge   | Tweede plaats                   |
| --- | ----------- | --------------------------------------- | --------------------- | ------- | ------------------------------- |
| 1   | 20 Sep 2009 | Austrian Golf Open                      | –20 (71-67-66-60=264) | 1 slag  | Benn Barham                     |
| 2   | 12 Feb 2012 | Omega Dubai Desert Classic              | –18 (63-69-70-68=270) | 1 slag  | Stephen Gallacher, Lee Westwood |
| 3   | 16 Jul 2017 | Aberdeen Asset Management Scottish Open | –13 (70-72-69-64=275) | Playoff | Callum Shinkwin                 |

### Challenge Tour (2)
| Nr. | Datum       | Toernooi                | Winnende score        | Marge    | Tweede plaats  |
| --- | ----------- | ----------------------- | --------------------- | -------- | -------------- |
| 1   | 23 Jul 2006 | MAN NÖ Open             | –16 (61-68-66-69=264) | 2 slagen | Niki Zitny     |
| 2   | 13 Jul 2008 | Credit Suisse Challenge | –25 (67-64-68-68=267) | 2 slagen | Gary Lockerbie |

### Andere overwinningen (1)
- 2005 Canarias Professional Championship (als amateur)

## Majors
| Toernooi              | 2010 | 2011 | 2012 | 2013 | 2014 | 2015 | 2016 | 2017 | 2018 | 2019 |
| --------------------- | ---- | ---- | ---- | ---- | ---- | ---- | ---- | ---- | ---- | ---- |
| Masters Tournament    |      |      |      |      |      |      | T17  | MC   | T38  | T36  |
| US Open               | T47  |      | MC   |      |      |      | T32  | T42  | T36  | T65  |
| The Open Championship |      |      | T81  | T21  | MC   | T40  | T39  | T4   | 74   | T119 |
| PGA Championship      |      |      | MC   | T29  | 73   | MC   | T49  | MC   | T10  | T71  |

MC = Cut gemist

"T" geeft aan dat de plaats gedeeld werd.

## Trivia
- Zijn naam is Cabrera Bello, maar wordt vaak met streepje ertussen geschreven. Zijn jongere zuster Emma is ook playing professional.